# فریدون قلی‌یف
فریدون قلی‌یف (ترکی آذربایجانی: Firidun Quliyev؛ زادهٔ ۲۵ ژوئن ۱۹۹۴) وزنه‌بردار اهل جمهوری آذربایجان است.